# نظرية المناطق الوسطي
المنطقة الوسيطة هو شكل جيوسياسي قوي تم وضعه في السبعينيات من قبل المؤرخ اليوناني ديميتري كيتسيكيس، الأستاذ بجامعة أوتاوا في كندا.
وفقًا لهذا الشكل، تتكون القارة الأوراسية الكبري من ثلاث مناطق:
أوروبا الغربية
والشرق الأقصى،
و هناك منطقة ثالثة تسمى «المنطقة الوسطى» توجد بين الاثنين تشكل حضارة متمايزة وهي تغطي تقريبًا أوروبا الشرقية والشرق الأوسط وشمال إفريقيا.

## وصف

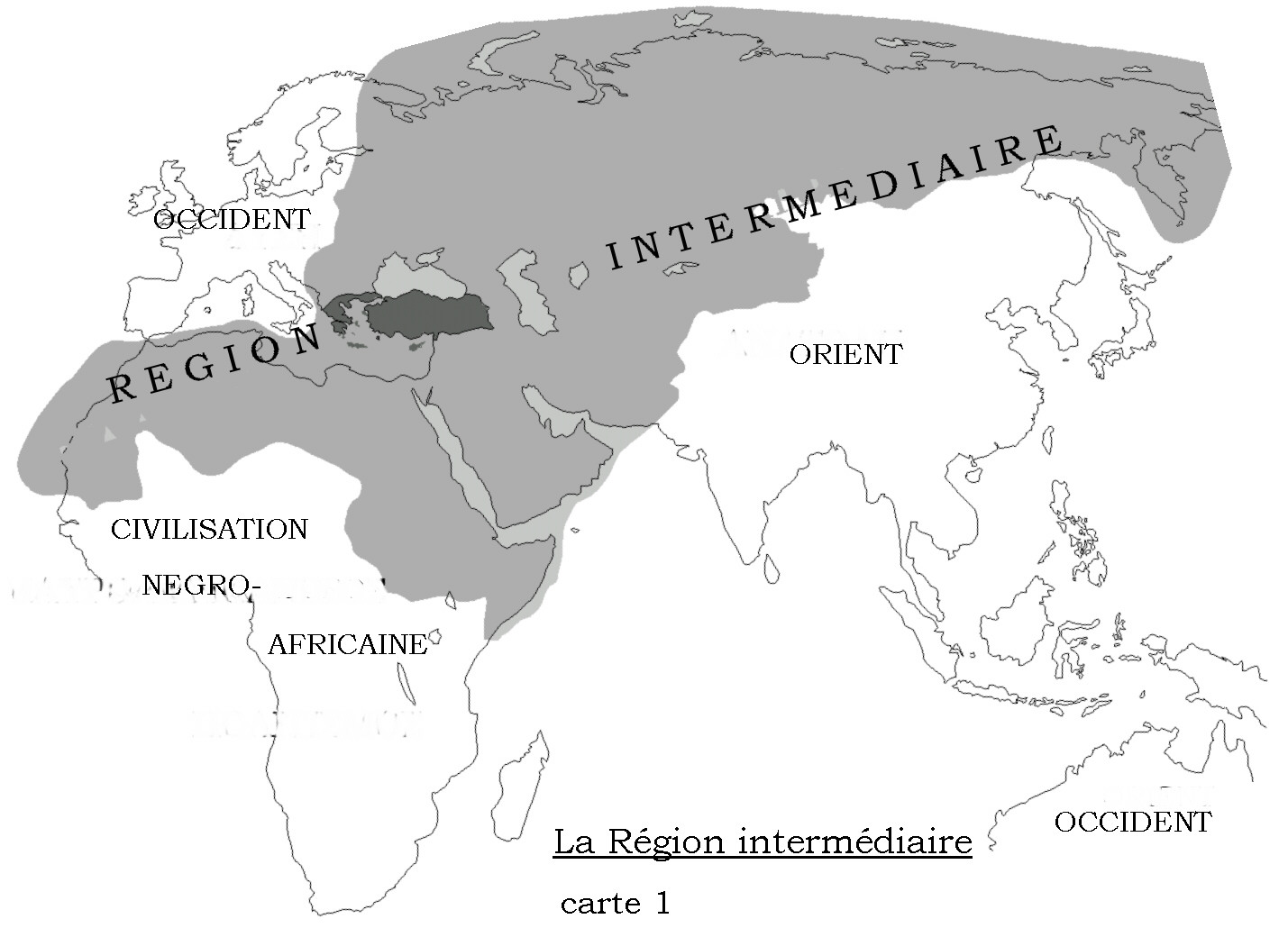
المنطقة الوسيطة

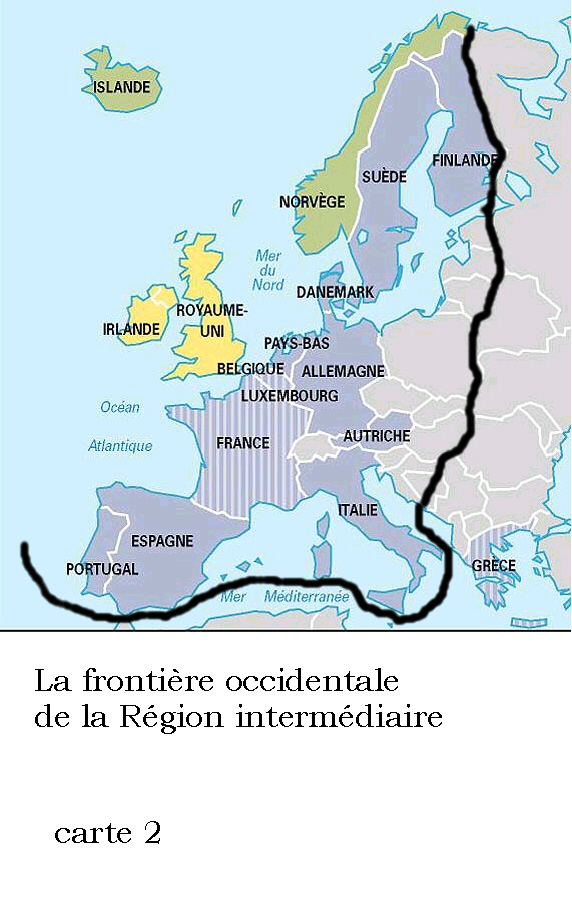
الحدود الغربية للمنطقة الوسطى

تشكل الأراضي الواقعة بين البحر الأدرياتيكي ونهر السند بباكستان المنطقة الوسيطة وتعتبر جسرًا بين الحضارات الغربية والشرقية.
تمتد المنطقة الكبيرة من النصف الشرقي من أوروبا إلى النصف الغربي من آسيا.
الديانات المهيمنة في المنطقة هي المسيحية الأرثوذكسية والإسلام السني، والإسلام الشيعي من الناحية الديموغرافية. في المقابل، تسيطر الكاثوليكية والبروتستانتية في الغرب، وتسيطر الهندوسية والبوذية في الشرق.
كانت المنطقة الوسطى، على مدى 2500 عام، تحت سيطرة إمبراطورية مسكونية يقع مركزها على المضائق التركية وبحر إيجه. كانت الإمبراطورية نفسها في الأساس عبر التاريخ، وسعى قادتها المتعاقبون إلى توحيد شعوبها. من الإمبراطورية الفارسية لداريوس الكبير، سقطت في أيدي الإسكندر الأكبر، ثم إلى الإمبراطورية الرومانية الهلنستية، والإمبراطورية البيزنطية، وأخيراً الإمبراطورية العثمانية السنية حتى 1923-1924.
الديناميكية بين الإمبراطورية المركزية والإمبراطوريات المحيطية شكلت صراعًا داخليًا في المنطقة الوسطى. كافح كل من الشعوب الرئيسية في هذه المنطقة للسيطرة على مركز نفوذها، أي بيزنطة - القسطنطينية - اسطنبول، التي ظلت نقطة محورية بلا منازع لما يقرب من 2000 عام.
نجح العرب في القرن الثامن والروس في القرن العشرين تقريبًا في ذلك لكنهم لم يتمكنوا من السيطرة على الإمبراطورية المسكونية. .
ينتهي كلوكيتيس إلى أنه "نظرًا للأحداث التاريخية التي امتدت لآلاف السنين، فإن القارة الأوراسية، التي لا تعد أوروبا سوى واحدة من شبه جزرها، تضم ثلاث مناطق حضارية:
أ) الغرب، الذي يضم اليوم الولايات المتحدة وكندا وأستراليا ونيوزيلندا، وأوروبا الغربية.
ب) «الشرق الأقصى» أو الشرق ويشمل شبه جزر الهند وجنوب شرق آسيا وإندونيسيا والصين وكلا من كوريا واليابان.
ج) المنطقة الوسطى، والتي توجد في كل من الشرق والغرب ".

## روابط خارجية
- الجغرافيا السياسية للمنطقة الوسطى - محاضرة ديميتري كيتسيكيس باللغة الإنجليزية - موسكو 2011
- الجغرافيا السياسية للمنطقة الوسطى - ألكسندر دوجين محاضرة باللغة الروسية - موسكو 2011
- ديميتري كيتسيكيس - المنطقة المتوسطة - مقال - موسكو 14 ديسمبر 2011
- ديميتري كيتسيكيس - المنطقة المتوسطة - مقال - موسكو - 19 ديسمبر 2011
- نهج Kitsikis و Dugin المتوازيين